# Indicatif régional 473
L'indicatif régional 473 (ou GRE) est l'indicatif téléphonique régional de la Grenade, de Carriacou et de la Petite Martinique.
L'indicatif régional 473 fait partie du Plan de numérotation nord-américain.
Pour un appel à l'intérieur de la Grenade, de Carriacou et de la Petite Martinique, il suffit de composer les 7 chiffres du numéro de l'abonné. Pour un appel vers la Grenade, Carriacou ou la Petite Martinique en provenance d'un autre endroit du Plan de numérotation nord-américain (par exemple, à partir du Canada ou des États-Unis), il faut composer 1-473 suivi du numéro à 7 chiffres de l'abonné. 

## Historique
Cet indicatif a été créé par la scission de l'indicatif régional 809 en ou vers octobre 1997.
Jusqu'en 1995, plusieurs des îles des Caraïbes et de l'Atlantique ont partagé l'indicatif régional 809 à l'intérieur du Plan de numérotation nord-américain. Entre 1995 et 1999, chacune de ces îles a reçu son propre indicatif. La Grenade, Carriacou et la Petite Martinique ont reçu l'indicatif 473.